# Бихор (жудец)
Жуде́ц Бихо́р (рум. Judeţul Bihor, венг. Bihar megye) — румынский жудец в регионе Трансильвания (историческая область Кришана), граничит с Венгрией.

## Население
В 2007 году население жудеца составляло 594 131 человек (в том числе мужское население — 288 519 и женское — 305 612 человек), плотность населения — 78,75 чел./км².
Национальный состав:
- Румыны — 67,38 %
- Венгры — 25,96 %
- Цыгане — 5,01 %
- Словаки — 1,22 %
- Немцы — 0,19 %

Динамика численности населения:
| Год  | Население |
| ---- | --------- |
| 1930 | 527 216   |
| 1948 | 536 323   |
| 1956 | 574 488   |
| 1966 | 586 460   |
| 1977 | 633 094   |
| 1992 | 638 863   |
| 2002 | 600 246   |

## Административное деление
В жудеце находятся 4 муниципия, 6 городов и 90 коммун.

### Муниципии
- Орадя (Oradea)
- Беюш (Beiuş)
- Маргита (Marghita)
- Салонта (Salonta)

### Города
- Алешд (Aleşd)
- Нучет (Nucet)
- Сэкуени (Săcueni)
- Штей (Ştei)
- Валя-луй-Михай (Valea lui Mihai)
- Вашкэу (Vaşcău)

### Коммуны
| - Абрам - Абрэмуц - Аврам-Янку - Аушеу - Аштилеу - Балк - Батэр - Бихария - Бояну-Маре - Бород - Борш - Братка - Брустури - Будуряса - Будуслэу - Булз - Бунтешти - Ваду-Кришулуй | - Виишоара - Вырчорог - Дерна - Джепиу - Джиришу-де-Криш - Диосиг - Добрешти - Дрэгэнешти - Дрэгешти - Инеу - Керекиу - Кишлаз - Копэчел - Кочуба-Маре - Криштиору-де-Жос - Курэцеле - Куртуюшени - Кымпани | - Кэбешти - Кэпылна - Кэрпинет - Лазури-де-Беюш - Лугашу-де-Жос - Лунка - Лэзэрени - Мэдэраш - Мэджешти - Ножорид - Олча - Ошорхей - Палеу - Покола - Помезеу - Попешти - Пьетроаса - Реметеа | - Риени - Рошиори - Рошия - Рэбэгани - Спинуш - Суплаку-де-Баркэу - Сыниколау-Ромын - Сынмартин - Сынтандрей - Сырби - Сэкэдат - Сэлард - Сэлача - Сэмбэта - Тарча - Тилегад - Тинка - Тулка | - Тэмэшеу - Тэркая - Тэутеу - Уйляку-де-Беюш - Финиш - Хидишелу-де-Сус - Холод - Хусашэу-де-Тинка - Цецкя - Чефа - Чейка - Четариу - Чухой - Чумегью - Шимиан - Шинтеу - Шойми - Шункуюш |